# Prélientje
Prélientje is een serie kinderboekjes die Annie M.G. Schmidt in 1959 schreef om de verkoop van het wasmiddel Pré (van het Duitse bedrijf Persil) te promoten. De boekjes werden als cadeau bijgevoegd bij elk pak van het wasmiddel. De tekeningen werden gemaakt door Fiep Westendorp, die ook veel latere verhalen van Schmidt van illustraties voorzag.
De verhaaltjes zijn op rijm geschreven. Ze gaan over een klein en verlegen meisje genaamd Prélientje, dat steeds in onverwachte en gevaarlijke situaties belandt en dan ineens over heldenmoed en veel denkvermogen en creativiteit blijkt te beschikken. Zo helpt Prélientje bijvoorbeeld een brand blussen. Ook valt ze in het ziekenhuis een keer in als de echte dokter ziek is geworden.

## Titels
- 1959 - Prélientje en de brandweer
- 1959 - Prélientje en de leeuwen
- 1959 - Prélientje in de bergen
- 1959 - Prélientje in de dierentuin
- 1959 - Prélientje is chauffeur
- 1959 - Prélientje is de dokter
- 1959 - Prélientje op de oceaan
- 1959 - Prélientje wint de wedstrijd
- 1959 - Prélientje wordt verkeersagent